# Johann Himmerich
Johann Himmerich (* 14. Oktober 1834 in Herschbach im Westerwaldkreis; † 22. April 1880 ebenda) war ein deutscher Bürgermeister und Mitglied des Provinziallandtages der Provinz Hessen-Nassau.

## Leben
Johann Himmerich war ein Sohn des Bürgermeisters Bernhard Himmerich (1810–1872) und dessen Ehefrau Juliane Anna Götz (1810–1893).
Er übte in seinem Heimatort das Amt des Bürgermeisters aus und war dort auch als Gastwirt und Steuereinnehmer tätig. 1875 erhielt er als Nachfolger seines Bruders Franz ein Mandat für den Nassauischen Kommunallandtag des preußischen Regierungsbezirks Wiesbaden und den Provinziallandtag der Provinz Hessen-Nassau. Er blieb bis 1879 in den Parlamenten, wo er Mitglied des Finanz- und Wegebauausschusses war.